# Kingswinford
Kingswinford ist eine Stadt im mittleren England. Sie befindet sich im Westen der West Midlands, dem Ballungsgebiet um Birmingham, genauer: im Metropolitan Borough of Dudley, zwischen Dudley und Kidderminster. 

## Lage
Kingswinford ist eine Pendlergemeinde im Osten Birminghams und im Süden Wolverhamptons. 

## Geschichte
Die Ortschaft wird im Domesday Book von 1085 erwähnt. Anfangs gehörte Kingswinford zu Staffordshire.

## Glasindustrie
Von der Glasindustrie, die sich vornehmlich im Nachbarort Stourbridge fand, ist lediglich noch das Broadfield House Glass Museum als Gebäude erhalten. Das Museum selbst ist 2015 nach Wordsley (Ortsteil von Stourbridge) umgezogen. 

## Sehenswürdigkeiten
- Marienkirche, ursprünglich aus dem 11. Jahrhundert, weitgehend im 17. Jahrhundert neugebaut
- Holbeache House, im 16. Jahrhundert erbaut, Fassade im 19. Jahrhundert umgestaltet
- Broadfield House aus dem 18. Jahrhundert, früheres Glasmuseum

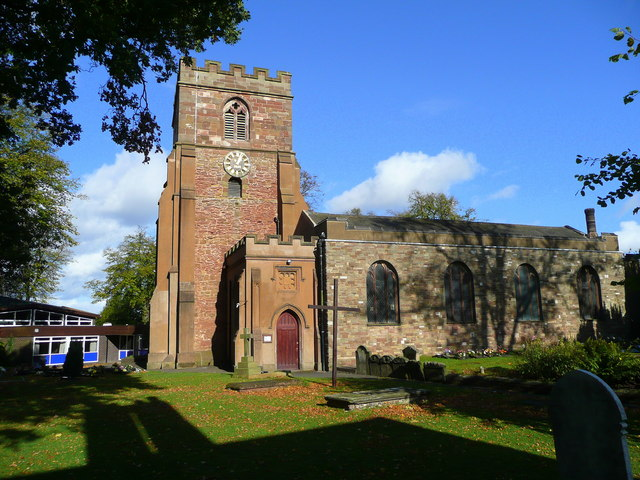
Marienkirche
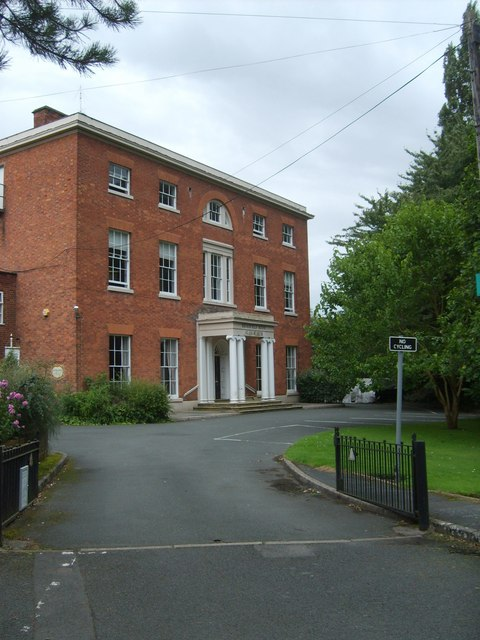
Broadfield House

## Persönlichkeiten
- Henry Joseph Round (1881–1966), Ingenieur, Erfinder der Leuchtdiode
- David Gray (1927–1983), Sportjournalist
- Phil Bayton (* 1950), Radrennfahrer
- Gary Sadler (* 1962), Radrennfahrer* Phil Bennett (* 1971), Rennfahrer
- Ben Healy (* 2000), Radrennfahrer